# Cocaleros

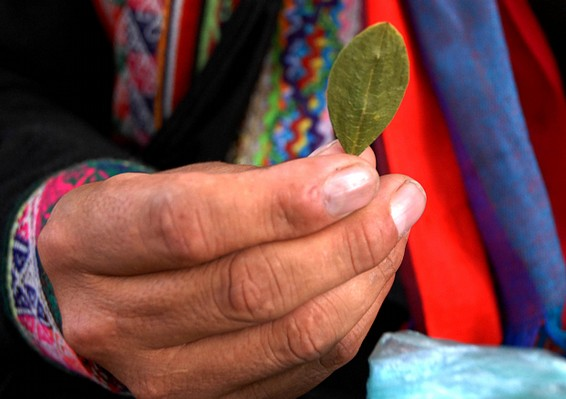
liść koki

Cocaleros – plantatorzy liści koki w Peru oraz Boliwii. W odpowiedzi na finansowane przez USA próby wykorzenienia i fumigacji upraw koki w regionie Chapare w Boliwii, cocaleros połączyli się z innymi lokalnymi organizacjami oddolnymi w kraju, takimi jak związkowi robotnicy górniczy czy też chłopi, aby zakwestionować rząd. Evo Morales, który został prezydentem Boliwii w 2006 roku, był liderem ruchu cocalero w tym kraju.

## Roślina koki i walki z narkotykami
Koka jest uprawiana od 8000 lat przez rdzennych mieszkańców Andów w celach leczniczych i religijnych. Jako środek pobudzający jest pomocna w przezwyciężaniu choroby wysokościowej w wysokich Andach, można ją żuć lub przygotowywać z niej napar. Ponadto, zastosowania lecznicze obejmują również łagodzenie bólu, spowolnienie przepływu krwi, zwalczanie malarii, wrzodów, astmy i poprawę trawienia. Jest także stosowany w wielu ceremoniach religijnych jako ofiary dla Apus, Inti i Pachamamy oraz jako metoda wróżenia.
Do Europy została sprowadzona już w XVI wieku, ale dopiero w połowie XIX wieku zaczęto przetwarzać ją na kokainę. Jej uprawa była zakazana przez boliwijskie prawo, z wyjątkiem jednego regionu, Yungas, pomimo że to Chapare jest historycznym obszarem jej uprawy ze względu na odpowiedni klimat i ziemię. Zwalczanie upraw koki w Chapare było zatem głównym celem. Ponieważ zarówno koka, jak i kokaina, były przemycane przez Amerykę Południową i Środkową do Stanów Zjednoczonych, produkcja koki w Ameryce Południowej zwróciła uwagę amerykańskiej Agencji do Walki z Narkotykami (z ang. Drug Enforcement Administration, DEA). Następnie, w ramach Planu Kolumbia zaczęła ona finansować zwalczanie koki na całym kontynencie. Plan Kolumbia wysłał setki milionów dolarów pomocy wojskowej, szkoleń i sprzętu do krajów Ameryki Środkowej i Południowej, militaryzując w ten sposób region oraz odpowiedź władz lokalnych i krajowych na produkcję koki. Owa polityka najbardziej dotknęła zarabiających na życie uprawą i sprzedażą koki cocaleros, ponieważ ich uprawy były wówczas wypalane, wyrywane lub opryskiwane herbicydami.
Producenci koki nie posiadali wielu alternatyw dla utrzymania się, dlatego wzywali do legalizacji koki. Walka z narkotykami obrała również za cel lewicowe grupy partyzanckie, takie jak Rewolucyjne Siły Zbrojne Kolumbii (z hiszp. Fuerzas Armadas Revolucionarias de Colombia – Ejército del Pueblo, FARC) i gangi zaangażowane w handel narkotykami. W roku 1987 Mobilna Jednostka Policji na Obszarach Wiejskich (z hiszp. La Unidad Móvil Policial para Áreas Rurales, UMOPAR), została utworzona jako antynarkotykowa siła przeciwdziałająca siłom powstańczym w Boliwii. Organizacja ta otrzymała pomoc szkoleniową oraz pieniężną od DEA i prowadziła naloty na pola koki oraz tłumiła organizowanie się cocaleros.

## Organizowanie się ludów rdzennych w Boliwii
Boliwia jest wieloetnicznym, w większości rdzennym krajem w Ameryce Południowej. Wśród ponad trzech tuzinów ludów rdzennych najważniejszymi są Quechua, Aymara, Chiquitanos, Guaraní i Mojeños. Biali i metyscy Boliwijczycy tradycyjnie sprawują władzę w kraju od czasów kolonizacji. Przez setki lat rdzenni mieszkańcy byli zatrudniani w kopalniach, które eksportowały bogactwa mineralne kraju za granicę, pierwotnie do Hiszpanii, a następnie także do innych części szybko uprzemysłowionych krajów, takich jak Stany Zjednoczone i Europa Zachodnia po wystąpieniu Boliwii przeciw władzom kolonizatorskim w 1809 r.
W latach 80. Boliwijska Korporacja Górnicza (z hiszp. Corporación Minera de Bolivia) zamknęła dużą część kopalń, co zmusiło wielu byłych górników do produkcji koki. Uprawa koki nie tylko zapewniła utrzymanie byłym górnikom, ale zmiana pracy najemnej na rolnictwo pozwoliła na większą organizację polityczną. Wiele organizacji utworzonych w tym okresie, takich jak Konfederacja Ludów Rdzennych Boliwii (z hiszp. Confederación de Pueblos Indígenas de Bolivia) połączyło później siły ze Związkiem Zawodowym Pracowników Chłopskich Boliwii (z hiszp. Confederación Sindical Única de Trabajadores Campesinos de Bolivia) i Konfederacją Związków Zawodowych Międzykulturowych Społeczności Boliwii (z hiszp. Confederación Sindical de Comunidades Interculturales de Bolivia) tworząc początki Ruchu na rzecz Socjalizmu (z hiszp. Movimiento al Socialismo), partii Evo Moralesa. Wśród głównych mobilizacji od samego początku Konfederacja Ludności Rdzennej Boliwii brała udział w marszach na rzecz reformy rolnej, autonomii ludności rdzennej i państwa wielonarodowego.

## Cocaleros i Ruch na rzecz Socjalizmu
„Ruch na rzecz Socjalizmu – instrument polityczny na rzecz suwerenności narodów” (z hiszp. Movimiento al Socialismo-Instrumento Político por la Soberanía de los Pueblos, MAS) powstał jako lewicowa populistyczna organizacja polityczna wspierająca ochronę rośliny koki i gospodarki cocalero. Wyrósł i zyskała wsparcie od lokalnych organizacji oddolnych, które zaczęły łączyć się po zamknięciu kopalń i kryminalizacji rośliny koki oraz rdzennych cocaleros.

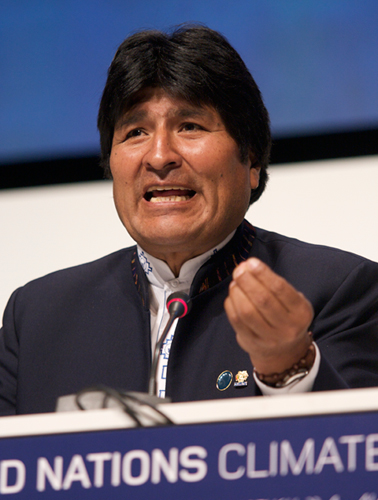
Evo Morales

Carlos Mesa Gisbert, prezydent Boliwii od 17 października 2003 do 6 czerwca 2005, patronował kilku kontrowersyjnym przedsięwzięciom, które zmobilizowały lokalne organizacje oddolne przeciwko rządowi. Było tak, zwłaszcza w przypadku tzw. wojny o gaz, tj. boliwijskiego konfliktowi gazowego, który nabrał rozpędu po tzw. wojnie o wodę w Cochabambie. Oba te konflikty koncentrowały się na sporach między rdzenną ludnością a rządem o kontrolę nad zasobami. Mesa pospiesznie podał się do dymisji, otwierając kraj na wybory. Impet partii MAS doprowadził do udanego wyboru Evo Moralesa, organizatora ruchu cocalero, z bezwzględną większością 54%.